# Unione Fincantieri Monfalcone
Maillots
L'Unione Fincantieri Monfalcone est le club de football de la ville de Monfalcone en province de Gorizia, dans le Frioul-Vénétie Julienne.
Le club joue ses matchs au Terrain sportif communal de Monfalcone, doté de 2 000 places.

## Historique
Créé en 1912, alors que la région appartenait à l'Empire austro-hongrois, le club ne devint actif qu'à l'issue de la Première Guerre mondiale, en 1919. Il participe au championnat de la Serie B en 1929.